# Station Parkowo
Station Parkowo is een spoorwegstation in de Poolse plaats Parkowo.